# Jacob van der Sluys

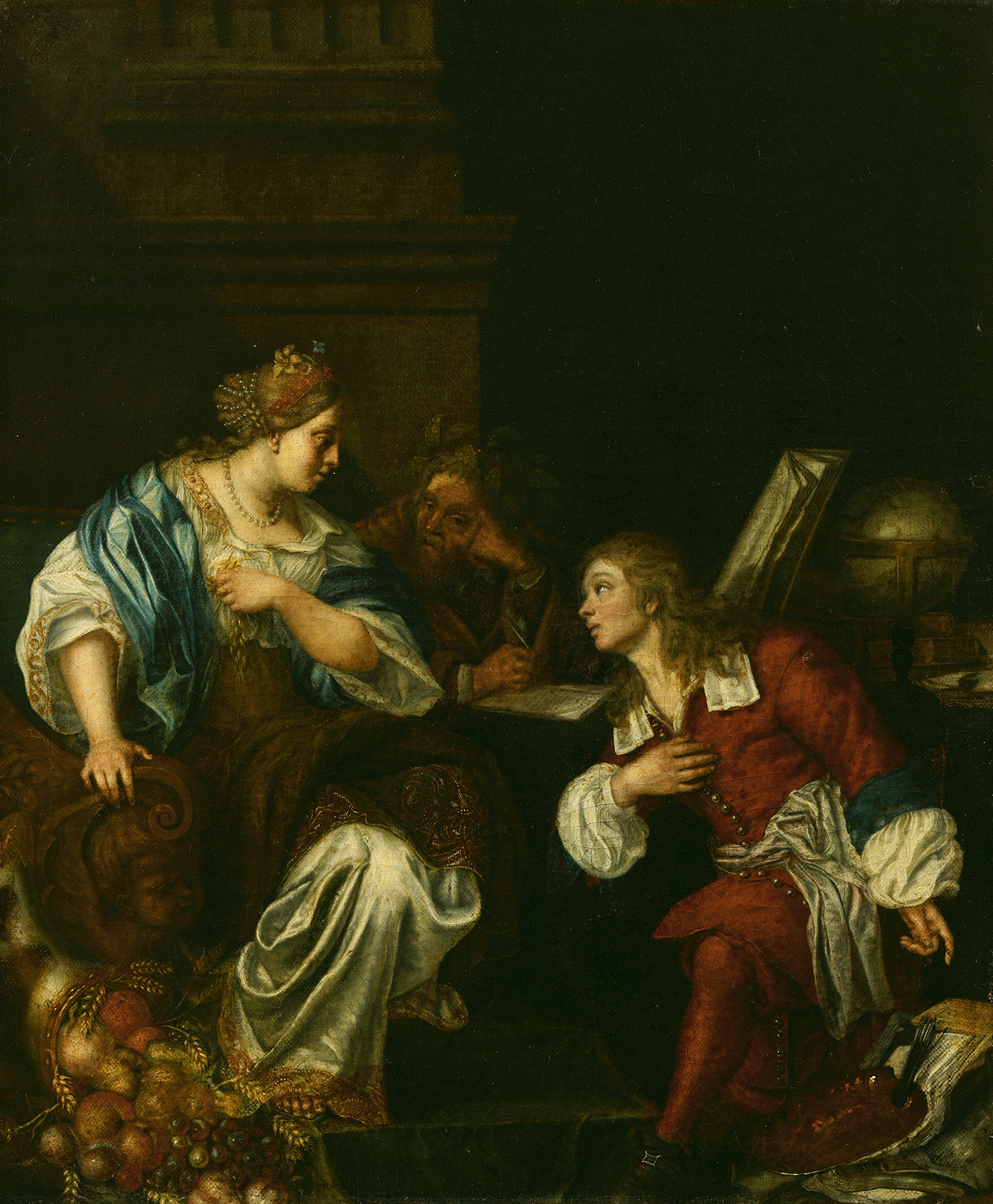
Alegoria opuszczenia sierocińca

Jacob van der Sluys (Sluis) (ur. ok. 1660 w Lejdzie, poch. 15 września 1732 tamże) – holenderski malarz. 

## Życiorys
Początkowo uczeń Arye'go de Vois, następnie Pietera van Slingelandt. Z powodzeniem naśladował styl swego ostatniego nauczyciela, jednak nie zyskał popularności poza Holandią.